# Eruby
Eruby是一個Ruby的標準，也是一個程式的名稱，Eruby可以像PHP或ASP將Ruby語言嵌入Html中運行
很多程式都實現了Eruby的標準，如erb或eruby，前者是由純Ruby所運行，後者則是由C語言所編寫
使用後者可以達到較好的運行效果。